# Bezzia fenestrata
Bezzia fenestrata is een muggensoort uit de familie van de knutten (Ceratopogonidae). De wetenschappelijke naam van de soort is voor het eerst geldig gepubliceerd in 1962 door Clastrier.